# Jakub Vrzáň
Jakub Vrzáň, né le 4 décembre 1987, est un céiste tchèque pratiquant le slalom.

## Palmarès

### Championnats du monde de canoë-kayak slalom
- 2010 à Tacen,  Slovénie
  -  Médaille d'argent en C2 par équipe

### Championnats d'Europe de canoë-kayak slalom
- 2010 à Čunovo  Slovaquie
  -  Médaille d'argent en C2 par équipe
- 2018 à Prague,  Tchéquie
  -  Médaille d'argent en C2 par équipe